# Hoist the Colours
Hoist the Colours is een lied dat wordt gebruikt in de derde film van de filmreeks Pirates of the Caribbean. Als het lied gezongen wordt, moeten de piratenleiders bijeenkomen voor een spoedvergadering van de Broederschap-Bijeenkomst.
Het lied wordt eerst gezongen door een jongen die wordt opgehangen voor piraterij. Daarna zingen de andere beschuldigden mee. Ook Elizabeth Swann zingt het als ze vaart in Singapore om de aandacht te trekken van de helpers van Sao Feng.
De tekst verwijst naar de eerste vergadering van de piratenleiders (een piratenkoning plus de andere piratenleiders), waarin werd besloten om de godin Calypso in een menselijke gedaante te dwingen, zodat de piratenleiders de macht kregen over de zee.